# Peter Thomas (Komponist)
Peter Thomas (* 1. Dezember 1925 in Breslau; † 17. Mai 2020 in Lugano) war ein deutscher Filmkomponist, Dirigent und Arrangeur. Bekannt wurde er unter anderem durch seine Kompositionen für die Edgar-Wallace- und Jerry-Cotton-Kinofilme sowie für die Fernsehserie Raumpatrouille – Die phantastischen Abenteuer des Raumschiffes Orion.

## Leben
Peter Thomas wuchs in Berlin auf und erhielt im Vorschulalter Klavierunterricht. Später war er Organist in der Erlöserkirche in Berlin-Moabit. 1945 kehrte Thomas nach Jahren als Soldat und Kriegsgefangener nach Berlin zurück. Als Pianist trat er in Clubs aller vier Sektoren der Stadt auf. Durch den unterschiedlichen Musikgeschmack von Russen, Amerikanern, Briten und Franzosen hat sich diese Zeit für Thomas als besonders lehrreich erwiesen.
1949 nahm Peter Thomas seine vor dem Krieg begonnenen Studien wieder auf. Er lernte am Mohr’schen Konservatorium und bei Hans Felix Husadel. 1953 machte Thomas seinen Abschluss in den Fächern Dirigieren, Tonsatz, Kontrapunkt und Blasmusik. Das klassische Musikstudium und die aktuellen Hits der amerikanischen Orchester, die Thomas beim Hören des Soldatensenders AFN kennenlernen konnte, inspirierten ihn schon früh zu einem eigenen Stil.
Nach seinem Studium arbeitete Thomas als Arrangeur beim RIAS, wo er vor allem Bearbeitungen für Hans Carste schrieb. Beim Nordwestdeutschen Rundfunk war er musikalischer Betreuer der wöchentlichen Radiosendung Berliner Feuilleton. Arrangements für Werner Eisbrenner waren Thomas’ erste Arbeiten für den Film.

### Komponist
Durch Vermittlung des Reporters Jürgen Neven-du Mont kam Thomas 1958 zum Fernsehen. Seine Soundtracks zu der Serie Am grünen Strand der Spree (1960) und dem Durbridge-Mehrteiler Es ist soweit (1960) zählen zu seinen bekanntesten frühen Arbeiten, außerdem die zweiteilige Kinderfernsehreihe Wenn einer eine Reise tut, von der eine Folge live von der Funkausstellung 1958 in Frankfurt am Main übertragen wurde. Will Tremper engagierte ihn 1960 als Komponisten für sein Regiedebüt Flucht nach Berlin. Am 25. Juni 1961 erhielt Thomas für dieses Werk das Filmband in Gold in der Kategorie „Beste Filmmusik“. Die gleiche Auszeichnung erhielt er zwei Jahre später für den ebenfalls von Tremper inszenierten Film Die endlose Nacht (1963).
Der Soundtrack für den Edgar-Wallace-Film Die seltsame Gräfin (1961) bedeutete für Peter Thomas den bis dahin größten Karriereschub. Als Stammkomponist schrieb er bis 1971 für insgesamt 18 Filme der populären Reihe die Musik. Auch durch seine Musik zu den Filmen Die weiße Spinne, Ein Alibi zerbricht (beide 1963), Das Wirtshaus von Dartmoor (1964) und zu der achtteiligen Jerry-Cotton-Filmreihe (1965 bis 1969) avancierte Thomas zu Deutschlands führendem Komponisten für Kriminalfilme. In dieser Zeit komponierte er auch die Erkennungsfanfare der Constantin-Film.
Außerdem entstanden für das Fernsehen die Soundtracks für die Durbridge-Mehrteiler Die Schlüssel (1965) und Melissa (1966). Der aus letzterem stammende gleichnamige Musiktitel erschien auf Single und erreichte am 12. Februar 1966 Platz 4 der deutschen Charts, in denen er zwölf Wochen vertreten war. Peter Thomas nahm den Titel mit der Harald Banter Media Band auf. Der Bert-Kaempfert-Trompeter Charly Tabor (Wunderland bei Nacht) fungierte für diese Aufnahme ein einziges Mal als Bassgitarrist. Das Thema war im Dreiteiler lediglich als Hintergrundmusik zu hören und wurde im Film von einer Odeon-Single abgespielt. Tatsächlich erfolgte die Single-Veröffentlichung in einer Neueinspielung bei CBS. Franz Löffler wirkte nunmehr als Bassgitarrist mit. Das eigentliche Titel- und Schlussthema von Melissa war identisch mit der Titelmusik von Die Schlüssel, die bereits 1965 als Single erschien.
Daneben bot das deutsche Kino der 1960er Jahre Peter Thomas die Gelegenheit, für Filme verschiedener Genres zu arbeiten. Er vertonte die Western Der letzte Mohikaner (1965) und Winnetou und sein Freund Old Firehand (1966) ebenso wie die Großproduktion Onkel Toms Hütte (1965). Thomas schrieb Soundtracks zu Komödien wie Zum Teufel mit der Penne (1968) oder Die Herren mit der weißen Weste (1970) und dem Horrorfilm Die Schlangengrube und das Pendel (1967). Zu seinen Arbeiten zählt ebenso die Musik zu dem Film Erinnerungen an die Zukunft (1970; ein Jahr später in der Kategorie bester Dokumentarfilm für den Oscar nominiert).
Sein größter Erfolg wurde die Musik zur Science-Fiction-Fernsehserie Raumpatrouille (1966), für die Thomas eine Mischung aus Beatmusik, Jazz, Klassischer Musik und Zwölftonmusik kreiert hat. Auch sein bereits bei anderen Filmen eingesetzter elektronischer Sound hatte bei dieser Arbeit eine besondere Bedeutung. So benutzte er, um entsprechende Klangeffekte zu erzielen, unter anderem einen Vocoder aus dem Zweiten Weltkrieg. Auch das gemeinsam mit dem Toningenieur Hansjörg Wicha entworfene Thowiphon, das Thomas noch bei vielen Klangexperimenten eingesetzt hat, kam ab Mitte der 1960er Jahre zum Einsatz. Außerdem schrieb Thomas die Musik zu den Straßenfegern Babeck (1968) und 11 Uhr 20 (1970).
Peter Thomas arbeitete auch in den 1970er Jahren für das Fernsehen, wo er regelmäßig für Episoden der Serien Der Kommissar (ab 1969), Derrick (ab 1974) und Der Alte (ab 1977) komponierte. Der von Thomas komponierte und von Daisy Door gesungene Titel Du lebst in deiner Welt (Highlights of my Dreams) aus der Kommissar-Folge Als die Blumen Trauer trugen (1971) wurde innerhalb von drei Monaten mehr als 500.000 Mal verkauft und stand Anfang 1972 vier Wochen auf Platz 1 der deutschen Charts. Zu Thomas’ bekanntesten Fernseharbeiten gehören auch die Soundtracks zu den Serien Der Kurier der Kaiserin (1970), Café Wernicke und Mein Freund Winnetou (beide 1980). Auch das Intro der ab 1974 ausgestrahlten Quizsendung Der große Preis und des von 1980 bis 1990 erfolgreichen WWF Club stammten von Thomas.
Für das Kino, das ab den 1970er Jahren kommerziell zunehmend an Bedeutung verlor, komponierte Thomas unter anderem die Musik zu einigen Erotikfilmen, der Simmel-Verfilmung Der Stoff aus dem die Träume sind, der internationalen Fassung von Bruce Lee – Die Todesfaust des Cheng Li (1971/1973) und dem Kriegsfilm Steiner – Das Eiserne Kreuz, 2. Teil (1979). Seine letzte Arbeit für die Leinwand war die Filmmusik zu der Komödie Tach, Herr Dokter! – Der Heinz-Becker-Film (1999) des Kabarettisten Gerd Dudenhöffer. Peter Thomas komponierte die Musik von etwa 80 Spielfilmen und von über 600 Fernsehfilmen und -episoden.
Zwischen seinen Film- und Fernseharbeiten fand Peter Thomas immer wieder Gelegenheit, sich anderen musikalischen Aufgaben zu widmen. Er schuf mehrere Musikalben sowie Einspielungen für Musikverlage und für die Werbung. Dabei kamen seine experimentellen Arrangements ebenso zum Einsatz wie für diverse Musicals und Hörspiele. Peter Thomas arbeitete im Lauf seiner Karriere u. a. zusammen mit den Instrumentalisten Charly Tabor, Klaus Doldinger, Michael Goltz, Jan Hammer, Ingfried Hoffmann, Olaf Kübler, Albert Mangelsdorff, Lothar Meid, Wolfgang Paap, Sigi Schwab, Peter Trunk und Otto Weiß. Daneben war er u. a. verantwortlich für Aufnahmen der Gesangsinterpreten Senta Berger, Heinz Erhardt, Marie France, Juliette Gréco, Hana Hegerová, Harald Juhnke, Eartha Kitt, Zarah Leander, Lill Lindfors, Julia Migenes, Esther & Abi Ofarim, Sandie Shaw, Donna Summer, Vico Torriani und Nina Westen.

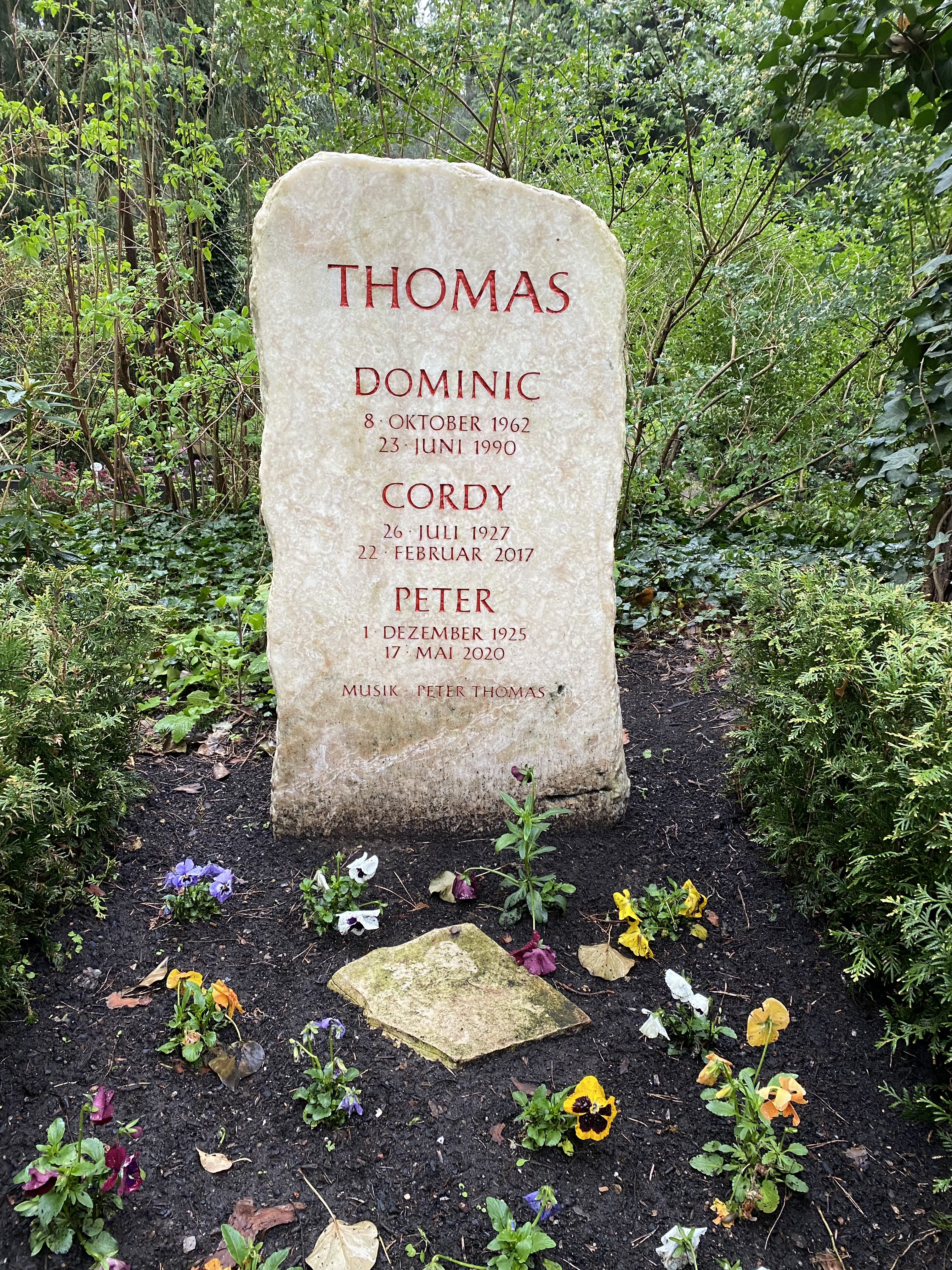
Grabstätte auf dem Waldfriedhof Dahlem

### Privates
Peter Thomas, der in Lugano lebte, war seit 1959 mit der Journalistin Cordula Thomas, geb. Ritter, verheiratet. Unter dem Pseudonym Gil Francropolus verfasste sie viele Liedtexte zu den Melodien ihres Mannes. Cordula Thomas verstarb 2017 im Alter von 90 Jahren. Ihr jüngerer Sohn Dominic verstarb 1990 im Alter von 27 Jahren. Der ältere Sohn Philip arbeitete bis November 2020 als Chefjurist bei der Gewerkschaft Unia in Bern. Seither kümmert er sich um den musikalischen Nachlass seines Vaters. Er übernahm den von Peter Thomas gegründeten Musikverlag Editions musicales Peter Thomas PTV. Thomas wurde auf dem Waldfriedhof Dahlem (Feld 010-86) beigesetzt. Dort ruht er neben seiner Frau und seinem Sohn.

## Nachwirkung
Die britische Band Pulp verwendete 1998 bei ihrem Song This Is Hardcore ein Sample des Titels Bolero on the Moon Rocks aus dem Soundtrack der Serie Raumpatrouille. Weitere Musiker, die mit Peter Thomas oder dessen Aufnahmen arbeiteten, waren unter anderem Xaver Fischer, The High Llamas, Saint Etienne, Stereolab, Yoshinori Sunahara und Ramon Zenker. Im Regiedebüt des Schauspielers George Clooney, Geständnisse – Confessions of a Dangerous Mind (2002), sind vier von Thomas für die Edgar-Wallace-Serie aufgenommene Titel zu hören. In dem 2010 gedrehten Film Jerry Cotton, mit Christian Tramitz in der Titelrolle, modernisierte der Komponist der Filmmusik, Helmut Zerlett, den damaligen Jerry Cotton-Marsch und brachte ihn mit in den Film ein.
Seit 2007 existiert das „Peter Thomas-Archiv“, das in Zusammenarbeit mit dem Komponisten ins Leben gerufen wurde. Die Aufgabe des Archives ist es, alle Bild-, Text- und Tonträger zu erwerben und zu archivieren. Peter Thomas schrieb für den Katalog Beiträge zu einigen seiner Musiken.

## Filmografie (Auswahl)

### Kino
- 1959: Zurück aus dem Weltall
- 1959: Lockvogel der Nacht
- 1960: Ingeborg
- 1961: Flucht nach Berlin
- 1961: Die seltsame Gräfin
- 1962: Das Rätsel der roten Orchidee
- 1962: Die Tür mit den sieben Schlössern
- 1962: Ich bin auch nur eine Frau
- 1962: Berlin – Impressionen aus einer Weltstadt (Kurz-Dokumentarfilm)
- 1963: Die weiße Spinne
- 1963: Der Zinker
- 1963: Verspätung in Marienborn
- 1963: Das indische Tuch
- 1963: Ein Alibi zerbricht
- 1963: Es war mir ein Vergnügen
- 1963: Die endlose Nacht
- 1963: Begegnung in Salzburg
- 1964: Zimmer 13
- 1964: Das Wirtshaus von Dartmoor
- 1964: Die Gruft mit dem Rätselschloß
- 1964: Der Hexer
- 1964: Das Lamm
- 1964: Das Verrätertor
- 1964: Onkel Toms Hütte
- 1964: Die hundert Ritter (I cento cavalieri)
- 1965: Der letzte Mohikaner
- 1965: Schüsse aus dem Geigenkasten
- 1965: Neues vom Hexer
- 1965: Mordnacht in Manhattan
- 1965: Der unheimliche Mönch
- 1966: Ich suche einen Mann
- 1966: Der Kongreß amüsiert sich
- 1966: Um null Uhr schnappt die Falle zu
- 1966: Playgirl
- 1966: Die Rechnung – eiskalt serviert
- 1966: Der Bucklige von Soho
- 1966: Winnetou und sein Freund Old Firehand
- 1966: Das Geheimnis der weißen Nonne
- 1967: Der Mörderclub von Brooklyn
- 1967: Die Schlangengrube und das Pendel
- 1967: Der Diamantenprinz (Jack of Diamonds)
- 1968: Der Hund von Blackwood Castle
- 1968: Dynamit in grüner Seide
- 1968: Im Banne des Unheimlichen
- 1968: Van de Velde: Die vollkommene Ehe
- 1968: Der Tod im roten Jaguar
- 1968: Der Gorilla von Soho
- 1968: Zum Teufel mit der Penne
- 1969: Happening in Weiß
- 1969: Der Mann mit dem Glasauge
- 1969: Todesschüsse am Broadway
- 1969: Van de Velde: Das Leben zu zweit – Die Sexualität in der Ehe
- 1970: Engel, die ihre Flügel verbrennen
- 1970: Erinnerungen an die Zukunft
- 1970: Die Herren mit der weißen Weste
- 1970: Hilfe, mich liebt eine Jungfrau
- 1970: Liebling, sei nicht albern!
- 1970: Nach Stockholm der Liebe wegen
- 1970: O Happy Day
- 1970: Unter den Dächern von St. Pauli
- 1970: Die Weibchen
- 1971: Die Tote aus der Themse
- 1971: Unser Willi ist der Beste
- 1971: Urlaubsreport – Worüber Reiseleiter nicht sprechen dürfen
- 1971: Erotik im Beruf – Was jeder Personalchef gern verschweigt
- 1972: Der Stoff aus dem die Träume sind
- 1972: Versuchung im Sommerwind
- 1973: Bruce Lee – Die Todesfaust des Cheng Li (orig. The Big Boss, 1971)
- 1973: Maria d’Oro und Bello Blue (Der Zauberstein)
- 1974: Drei Männer im Schnee
- 1974: Unterm Röckchen stößt das Böckchen
- 1975: Die Brücke von Zupanja
- 1976: Erich von Däniken: Botschaft der Götter
- 1978: Wilhelm Busch – Die Trickfilm-Parade: Max und Moritz und andere Streiche
- 1979: Steiner – Das Eiserne Kreuz, 2. Teil
- 1980: Heinrich Heine Revue
- 1993: Mein Freund, der Lipizzaner
- 1999: Tach, Herr Dokter! – Der Heinz-Becker-Film
- 2003: Raumpatrouille Orion – Rücksturz ins Kino
- 2010: Jerry Cotton

### Fernsehen
- 1958: Dem Deutschen Volke
- 1958: Blätter im Winde
- 1959: Die Stimme aus dem Hut
- 1960: Der Mann, der Donnerstag war
- 1960: Am grünen Strand der Spree (5 Folgen)
- 1960: Instinkt ist alles. Eine Geschichte aus Soho
- 1960: Es ist soweit (6 Folgen)
- 1960: Die Friedhöfe
- 1961: Die Journalisten
- 1961: Nerz ist in der kleinsten Hütte
- 1962: Nachruf auf Jürgen Trahnke
- 1962: Wer einmal aus dem Blechnapf frißt
- 1963: Der Belagerungszustand
- 1963: Dantons Tod
- 1963: Die Abrechnung
- 1963: Freundschaftsspiel
- 1964: Nach Ladenschluß
- 1964: Haben
- 1964: Doktor Murkes gesammeltes Schweigen
- 1964: Die Teufelsspur
- 1964: König Richard III
- 1964: Die Schlinge
- 1965: Die Schlüssel (3 Folgen)
- 1965: Ninotschka
- 1965: Dr. Murkes gesammelte Nachrufe
- 1965: Die fünfte Kolonne: Blumen für Zimmer 19
- 1965: Die fünfte Kolonne: Besuch von drüben
- 1966: Melissa (3 Folgen)
- 1966: Raumpatrouille – Die phantastischen Abenteuer des Raumschiffes Orion (7 Folgen)
- 1967: Der Trinker
- 1967: Verräter (3 Folgen)
- 1968: Babeck (3 Folgen)
- 1968: Graf Öderland
- 1968: Von Mäusen und Menschen
- 1968: Mord in Frankfurt
- 1969: Amerika oder Der Verschollene
- 1969: Hotel Royal
- 1969–1974: Der Kommissar (23 Episoden)
- 1970: 11 Uhr 20 (3 Folgen)
- 1970: Der Kurier der Kaiserin (26 Folgen)
- 1971: Die Nacht von Lissabon
- 1971: Das Herz aller Dinge
- 1973: Sergeant Berry
- 1974–1977: Derrick (7 Episoden), darunter: Waldweg
- 1979: Noch ’ne Oper. Ein musikalischer Spaß
- 1976: Notarztwagen 7 (13 Folgen)
- 1977: Der Alte (Titelmusik der ersten 100 Folgen und Musik einzelner Episoden)
- 1978: Ein Mann für alle Fälle
- 1979: Die Protokolle des Herrn M.
- 1980: Café Wernicke
- 1980: Mein Freund Winnetou (14 Folgen)
- 1980: Wochenendgeschichten (5 Folgen)
- 1980: Der grüne Vogel
- 1981: Die Laurents – Geschichte einer Berliner Hugenottenfamilie
- 1986: Christian Rother – Bankier für Preußen
- 1990: Ewald – rund um die Uhr

## Weitere Arbeiten (Auswahl)

### Bühnenmusik und Musicals
- 1968: Wodka für die Königin (Musical für Zarah Leander)
- 1983: Hoffnung Festival (In Memoriam Gerard Hoffnung)
- 2000: Lady Di – Diana, Königin der Herzen (Musical). Libretto: Volker Führer und Axel Schulß, für Stracke-Interworld/Jacaranda, Uraufführung 10. November 2001, Saarlandhalle, Saarbrücken. Tour durch 10 Städte.
- 2003: Hänsel und Gretel (Musical)

### Hörspiele
- 1984 bis 1990: Die Ampelmännchen
- Arborex und der Geheimbund KIM

## Diskografie (Auswahl)

### Singles
(A-Seite / B-Seite)
- Peter Thomas mit seinen Tele-Boys: Frankenstein-Rock / Pst! Setz auf die Sieben! (1959; Ariola)
- Nina Westen: Nightclub 61 (High Snobbery) / Riviera-Saloon (1961; Philips)
- Nina Westen: Karussell-Twist (Küsse auf dem Karussell) / Honky-Tonky-Melodie (1962; Philips)
- Akki: Mulero Bossa Nova / Bossa Nova (1963; Philips)
- Esther Ofarim: T’en vas pas / La cité de mon cœur (1963; Philips)
- Esther Ofarim: Melodie einer Nacht / Komm doch zu mir (1963; Philips)
- Esther Ofarim: Komm, leg deinen Arm um mich / Du bist so weit von mir (1963; Philips)
- Esther Ofarim: Morgen ist alles vorüber / Bonjour l’amour (1963; Philips)
- Sven Martin: Goodbye, Berlin, auf Wiedersehn! / The Merry Miller Singers: Old Bavarian March (1963; Philips)
- Esther Ofarim: Das ist meine Liebe / Dirty Old Town (1963; Philips)
- Peter Thomas: Shake Shake (Wenn ich dich nicht hätte) / Midnight-Party im Prairie Saloon (1963; Philips)
- Esther & Abi Ofarim: Schönes Mädchen / Mein Weg nach Haus (1964; Philips)
- Esther & Abi Ofarim: Noch einen Tanz / Wenn ich bei dir sein kann (1964; Philips)
- George Goodman: Old, Old, Mississippi / Johnny und ich (1965; Philips)
- Peter Thomas: Jerry-Cotton-Marsch / Juwelen-Party (1965; Polydor)
- Peter Thomas und seine Band: Die Schlüssel / Aha! (1965; Telefunken)
- Das Constantin Sound Orchester, Leitung: Peter Thomas: Der letzte Mohikaner / Military Western Song (1965; Telefunken)
- Peter Thomas Sound Orchestra: Melissa / Black & White-Charleston (1966; CBS)
- Peter-Thomas-Sound-Orchester: Raumpatrouille / Shub-a-dooe (1966; Philips)
- Peter-Thomas-Sound-Orchester: Am grünen Strand der Spree / I Love Tschaikowsky (1966; Polydor)
- Sir Peter and his Classics: Ave Maria 67 / Rosen aus dem Süden (1967; Philips)
- Peter Thomas Sound Orchester: Verräter / Twiggy-Beat (1967; Philips)
- Kerry & Kaye: Mr. Akkermann / Super Man (1967; Polydor)
- Joe Ki und die P.T.S.G. (Peter Thomas Sound Group): Mao / Karthago ist grün (1967; Polydor)
- Peter Thomas Sound Orchestra: Walking through the Vienna Wood / Any Spanish How (1968; Polydor)
- Peter Thomas Sound Orchestra: Slimfinado / Rix-Time (1968; Polydor)
- Peter Thomas Sound Orchestra: Karlsbad (Vergiß mich, wenn du kannst) / Das ist die große Zeit (Silver Clouds for Marjorie) (1969; Polydor)
- Peter Thomas Sound Orchestra: Delilah / Cadenza (1968; Polydor)
- Daisy Door: Schulmädchen (1971; Ariola)
- Den Fortschritt nutzen / Paul Barbarin: Gettysburg March (1971; Werbeplatte von Aral)
- Daisy Door: Du lebst in deiner Welt (Highlights of My Dreams) / Orchester Peter Thomas: Jericho Angels (1972; Ariola)
- Sandie Shaw: Sommerwind / Hello Bambino (1972; Ariola)
- Peter Thomas Electric Light Sound Orchestra: Raunchy / Slumpy (1972; Ariola)
- Peter Thomas Electric Light Sound Orchestra: Sail Along Silv’ry Moon / Come On Honey (1972; Ariola)
- Pete’s Band – She’s a Lady / Barfuß im Regen (1971; Ariola)
- Pete’s Band – Train-Top-March / When the Beat Goes Marching On (1972; Ariola)
- Daisy Door: Komm und wir sind frei / Denk Laut! (1972; Ariola)
- Jam: Popcorn / Ecco (1972; BASF)
- Peter Thomas: Der Stoff, aus dem die Träume sind / Agent-X-Melodie (1972; Philips)
- Peter Thomas: Sergeant Berry / Tango Berry (1973; BASF)
- Triangle: Umpta-Lady (Three Notes Rock) / Talking Mandola (1973; Ariola)
- Peter Thomas Bagpipes: Oh, My Darling Princess Anne / Scotland the Brave (1973; Telefunken)
- Peter Popper’s Piano Soundkapelle: Peter Popper’s Radetzky-Marsch / Der beinahe 2-Minuten-Walzer (1974; Jupiter Records)
- Peter Thomas: Die Buchholzens / Chariots of the Gods (1974; Polydor)
- Andy, der Straßenmusikant (auf dem Label: Andy, der Straßensänger): Happy Andy / Peter Thomas Sound Orchestra: Happy Peter (1975; Polydor)
- Sabrina: Ohne dich ist es Nacht / Peter Thomas Sound Orchestra: Opium (1976; Polydor)
- Pete’s Band – The Whistling Scout / Hot Line Song (1977; Ariola)
- P.T.O. (Peter Thomas Orchestra): Discoland / Potpourri (1977; Polydor)
- Peter Thomas: Tee 78 / Go (1978; Ariola)
- Peter Thomas: Steiner-Theme / Friendship Melody (1979; Ariola)
- Wim Thoelke: Ich pfeif’ Euch was (Spatzenkonzert) / Potpourri: Die Sonne von Mexiko – Oh, Susanna (1979; Polydor)
- Die Ampelmännchen: Hallo Freunde! (Der Ampelmännchen-Song) / Der Ampelmännchen-Marsch (1984; Polydor)

### LPs
- Peter Thomas: Jerry Cotton – Original-Filmmusik aus dem Constantin-Film „Schüsse aus dem Geigenkasten“ (1965; Polydor)
- Peter Thomas: Der letzte Mohikaner – Original Soundtrack-Musik (1965; Telefunken), B-Seite: Raimund Rosenberger: Durchs wilde Kurdistan
- Peter Thomas: Onkel Toms Hütte – Melodien aus dem Groß-Farbfilm (1965; Philips)
- Peter Thomas Sound Orchestra: Raumpatrouille – Original-Soundtrack aus der 7-teiligen Fernseh-Serie der BAVARIA (1966; Fontana)
- Playgirl – Original-Soundtrack (1966; Philips)
- Sir Peter and his Classics: Classics à la Pop (1967; Philips), Philips Twen-Serie 59
- Sir Peter and his Oldtimers (1967; Philips)
- Peter Thomas Sound Orchestra: Dancing Ninotschka (1967; Polydor)
- Peter Thomas Sound Orchestra: The Peter Thomas Sound Orchestra Presents (1968; Polydor)
- Peter Thomas Sound Orchestra: Piano Strings (1968; Polydor)
- Peter Thomas Sound Orchestra: Organic (1968; Polydor)
- Peter Thomas: Le mariage parfait – Van de Velde: Die vollkommene Ehe (1968; Polydor), nur in Frankreich veröffentlicht
- Peter Thomas Sound Orchestra: Viva La Feria (1969; Polydor)
- Peter Thomas Sound Orchestra: Suramericana (1970; Polydor)
- Peter Thomas: Erinnerungen an die Zukunft – Original-Soundtrack (1970; Polydor)
- Pete’s Band – Hot Love (1971; Ariola – 85 653 IT)
- Pete’s Band – Hit Box No. 1.(1971; Ariola – 85 324 XT)
- Pete’s Band – Hit Box No. 2.(1972; Ariola – 85 830 XT)
- Pete’s Band – She’s A Lady (1972; Baccarola – 85 220 ZT)
- Peter Thomas Popcorn Band: Popcorn Party (1972; BASF)
- Peter Thomas: Django bittet zum Tanz (1973; BASF)
- Peter Thomas & Sten Clift: Sound Music Album 1 (1973; Golden Ring)
- Peter Thomas: Sound Music Album 4 (1973; Golden Ring)
- Peter Popper’s Piano Soundkapelle (1974; Jupiter Records)
- Peter Thomas: Orion 2000 (1975; Golden Ring)
- Peter Thomas: Sound Music Album 7 (1975; Golden Ring)
- Peter Thomas: Electronic Water (1976; Golden Ring)
- Peter Thomas Sound Orchestra: Sound News (1976; Polydor)
- Peter Thomas Sound Orchestra: Botschaft der Götter – Mysteries of the Gods (1976; Polydor)
- Peter Thomas: Die großen Orchester der Welt (1977; Polydor)
- P.T.O. (Peter Thomas Orchestra) in Discoland (1977; Polydor)
- Die Kapelle des Café Wernicke: Tanz im Café Wernicke (1979; Philips)
- Peter Thomas: Mein Freund Winnetou – Original-Musik (1980; Europa)
- 1st German Symphony Pop Orchestra Peter Thomas: Symphonies Of The 3rd Kind (1980; Philips)
- Das Orchester der 111 Geigen – Traum für 2 (1981; K-tel)
- Peter Thomas Sound: Welch ein Klang – ein Musizieren! – Süße Tränen, süße Träume (1983; Karussell)
- Peter Thomas: Super Monitor (1984; Selected Sound)
- Peter Thomas Sound Orchester: The Tape Masters Vol. 1 – Library Music (2024; Mocambo)

### CDs
- Peter Thomas: Winnetou und sein Freund Old Firehand – Original Motion Picture Soundtrack (1991; Tarantula Records)
- Peter Thomas: Film Musik (1992; Polydor), auch als Doppelalbum bei Zweitausendeins erschienen
- Peter Thomas Sound Orchester: Easy Loungin’ (1995; Polydor)
- Peter-Thomas-Sound-Orchester: Raumpatrouille (1996; Bungalow), enthält drei Bonustracks
- Peter Thomas: 100% Cotton – The Complete Jerry Cotton Edition (1997; Crippled Dick Hot Wax), Doppelalbum
- Peter Thomas Sound Orchestra: Futuremuzik (1998; Scamp)
- Peter Thomas: Moonflowers & Mini-Skirts (1998; Marina)
- Peter Thomas: Onkel Toms Hütte – Uncle Tom’s Cabin (1998; Bear Family Records)
- Peter Thomas: Kriminalfilmmusik (1998; BSC Music)
- Peter-Thomas-Sound-Orchester: Warp Back to Earth 66/99 (1999; Bungalow), Doppelalbum
- Peter Thomas: Tach Herr Dokter – Der Soundtrack zum Heinz Becker Film (1999; BMG Ariola)
- Peter Thomas Sound Orchestra – Hymne an die Zukunft (Perry Rhodan 2000) (1999; Emarcy Rec – Universal)
- Peter Thomas Sound Orchestra: Peter Scores (2002; Diggler Records)
- Peter Thomas: Der letzte Mohikaner – Original-Filmmusik (2002, Bear Family Records)
- Peter-Thomas-Sound-Orchester: Raumpatrouille, The Complete Music (2003; Bungalow), enthält 10 Bonustracks des originalen Soundtracks
- Peter Thomas Sound Orchester: Majolika Lounge (2003; BSC Music)
- Esther Ofarim: Melodie einer Nacht (2003; Bear Family Records)
- Peter Thomas: Full Speed @ 80 (2005, Happy Records)
- Peter Thomas: Deutsche Filmkomponisten, Folge 5 (2007; Bear Family Records)
- Peter-Thomas-Sound-Orchester: New Sounds for Oldtimers (2008; Universal)
- Peter Thomas: Chariots of the Gods? (2009; Polydor Jazzclub)
- Peter-Thomas-Sound-Orchester: Van de Velde: Die vollkommene Ehe & Van de Velde: Das Leben zu Zweit (2009; Allscore/Chris’ Soundtrack Corner)
- Peter-Thomas-Sound-Orchester: Jerry Cotton – FBI’s Top Man (2010; Allscore/Chris’ Soundtrack Corner)
- Peter Thomas und die Kapelle des Café Wernicke: Café Berlin (2010; Universal Jazzclub)
- Peter-Thomas-Sound-Orchester: Bruce Lee – The Big Boss (2010; Allscore/Chris’ Soundtrack Corner)
- Orchestra Peter Thomas: Orion 2000 (2011; OMNI)
- Peter-Thomas-Sound-Orchester: Mysteries of the Gods (2011; Polydor Jazzclub)
- Peter Thomas Sound Orchester: Peter Thomas Sounds (2015; Universal Polydor)
- Peter Thomas Sound Orchester: Die Weibchen/Oh Happy Day/Engel, die ihre Flügel verbrennen (2015; Allscore/Chris’ Soundtrack Corner)
- Peter Thomas Sound Orchester: Edgar Wallace (2024; Allscore)
- Peter Thomas Sound Orchester: Derrick und Der Alte (2024; Allscore)

## Auszeichnungen
Deutscher Filmpreis
- 1961: Filmband in Gold in der Kategorie Beste Filmmusik für Flucht nach Berlin
- 1963: Filmband in Gold in der Kategorie Beste Filmmusik für Die endlose Nacht

Deutscher Schallplattenpreis
- 1980 in der Kategorie Beste Filmmusik für Café Wernicke

SoundTrack Cologne Ehrenpreis
- 2008 – für das Lebenswerk

Deutscher Musikautorenpreis
- 2009 – für das Lebenswerk